# Поводе
Поводе (на словенски: Povodje) е село в Словения, регион Средна Словения, община Водице. Според Националната статистическа служба на Република Словения през 2015 г. селото има 20 жители.